# Haareis

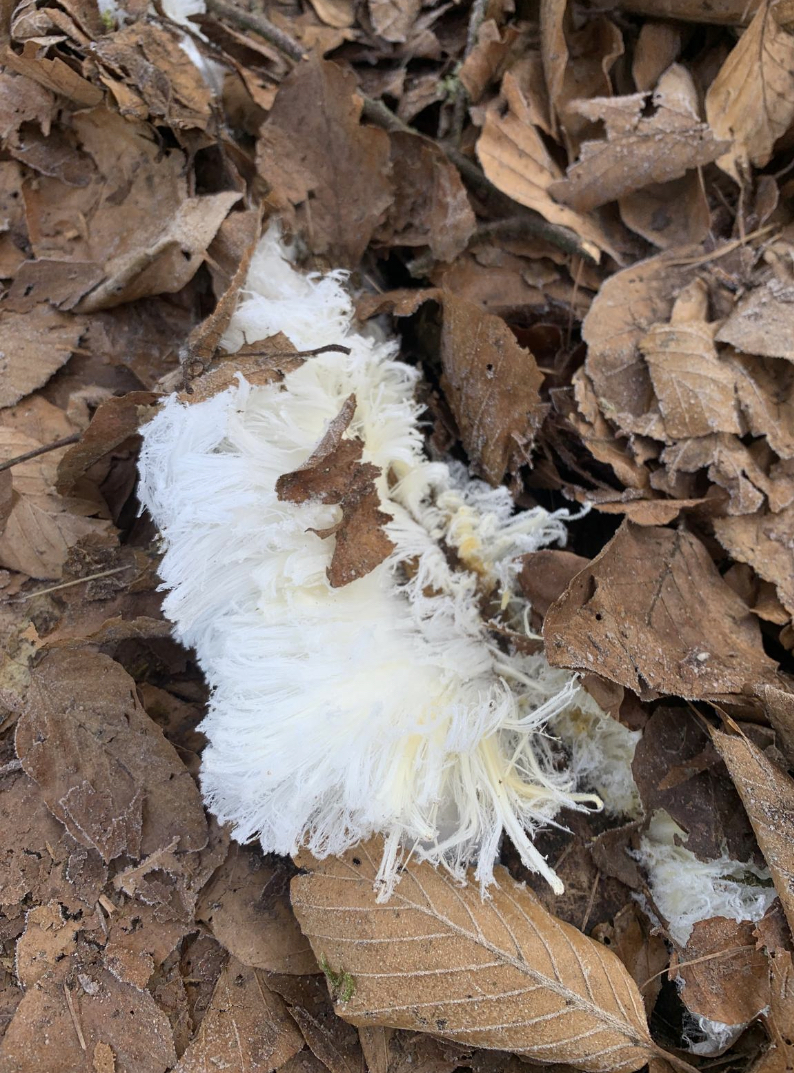
Haareis auf Boden im Pfälzerwald

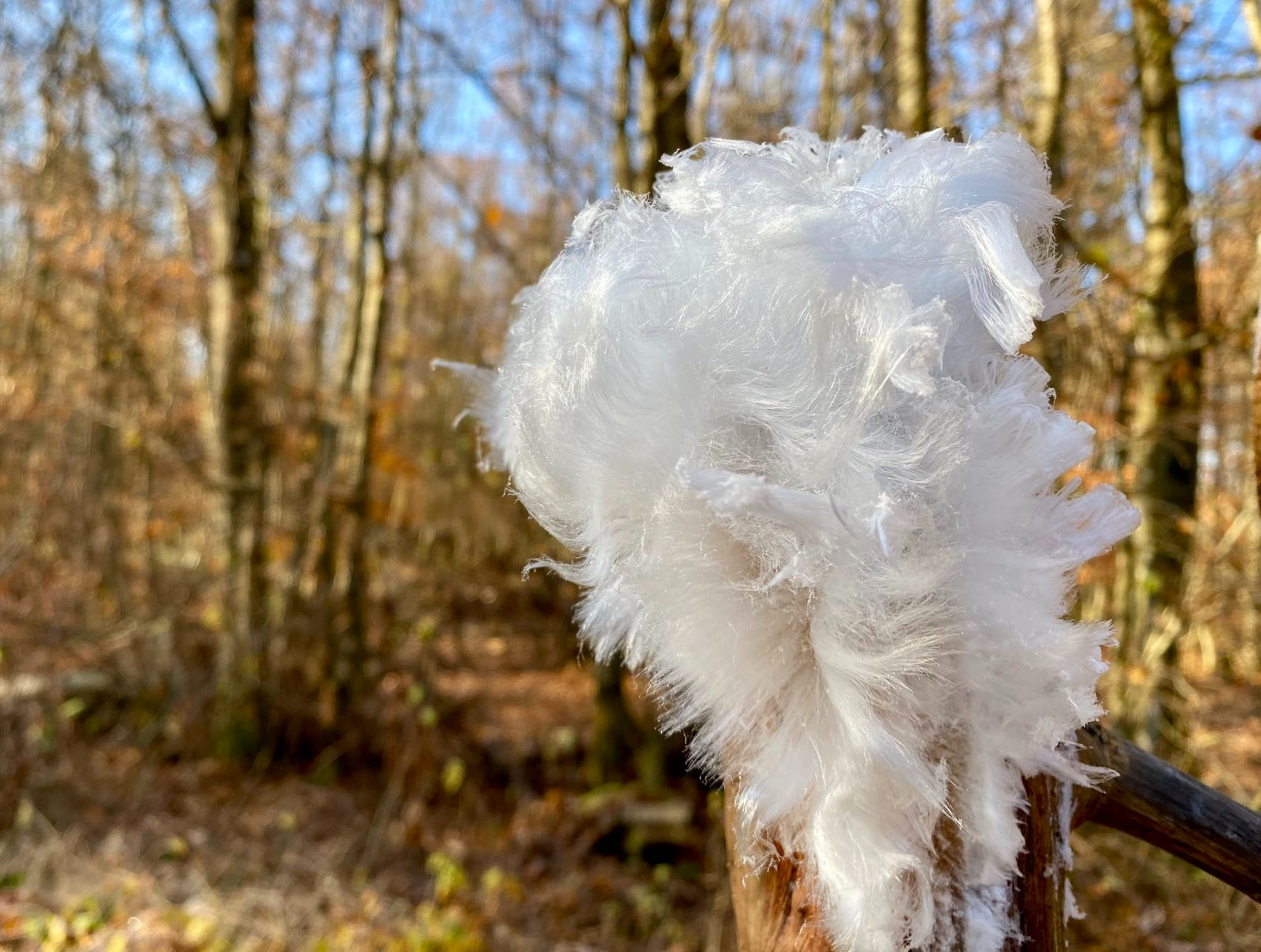
Haareis auf Totholz

Haareis, manchmal auch Eiswolle oder Eishaar genannt, besteht aus feinen Eisnadeln, die sich bei geeigneten Bedingungen auf morschem und feuchtem Totholz bilden können. Anders als Hydrometeore (zum Beispiel Raureifkristalle) entsteht Haareis aus dem im Holz enthaltenen Wasser, nicht aus Luftfeuchtigkeit.
Ähnlich aussehende und häufig nicht genau unterschiedene Phänomene sind Bandeis (engl. ice ribbons, ice flowers) an Pflanzenstängeln und Kammeis (engl. needle ice) am Boden, die beide jedoch anders gebildet werden.

## Entstehung

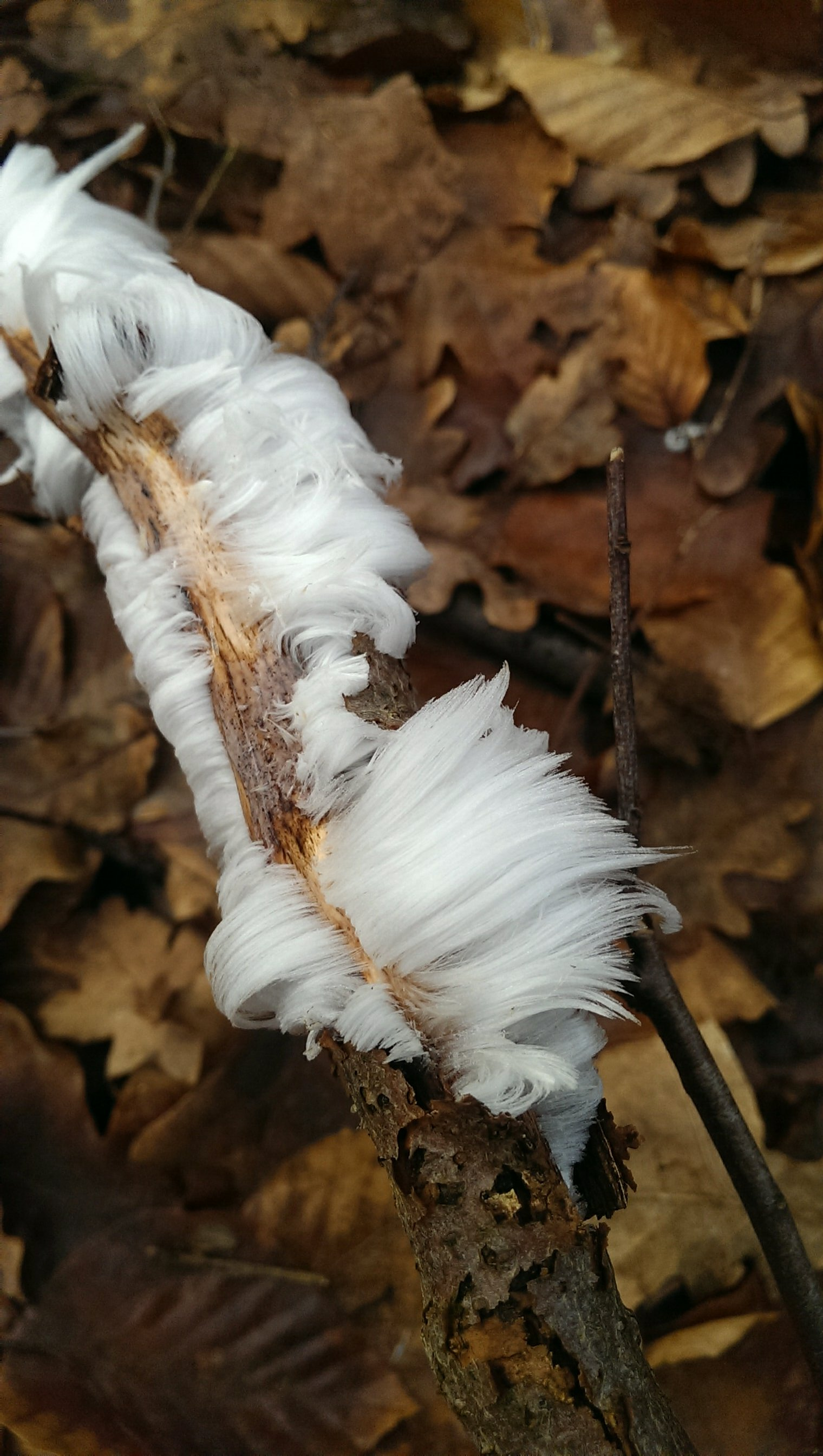
„Eiswolle“ auf Totholz

Wissenschaftlich ist die Entstehung des nur bei Temperaturen um dem Gefrierpunkt zu beobachtenden Haareises noch wenig erforscht. 1918 beschrieb der Meteorologe Alfred Wegener Haareis auf nassem Totholz. Er vermutete einen „schimmelartigen Pilz“ als Auslöser, was jedoch von anderen Wissenschaftlern angezweifelt wurde, die rein physikalische Prozesse wie bei der Entstehung von Kammeis als Ursache annahmen.
Eine biophysikalische Studie von Gerhart Wagner und Christian Mätzler bestätigte 2008 Wegeners Vermutung weitgehend. Demnach wird Haareis durch das Myzel winteraktiver Pilze (u. a. Schlauch- und Ständerpilze) ausgelöst, deren aerober Stoffwechsel (Dissimilation) Gase produziert, die das im Holz vorhandene leicht unterkühlte Wasser an die Oberfläche verdrängen. Dort gefriert es und wird durch nachdrängende, beim Austritt aus dem Holz ebenfalls gefrierende Flüssigkeit weitergeschoben. Dies geschieht ausschließlich bei Temperaturen knapp unter dem Gefrierpunkt, wenn das Wasser im Holz noch nicht gefroren ist, es an der geringfügig kälteren Umgebungsluft jedoch gefriert. Eine Randbedingung für die Haareisbildung ist außerdem hohe Luftfeuchtigkeit: Wenn die Luft nicht mit Wasserdampf gesättigt ist, sublimieren die feinen Eiskristalle kurz nach ihrer Bildung an der Holzoberfläche, so dass keine langen Haareiskristalle entstehen können. Eine Reproduktion von Haareis ist in Versuchen solange möglich, wie das Pilzmyzel im Holzkörper nicht abgetötet wird.